# Вознесенка (Абанский район)
Вознесенка — село в Абанском районе Красноярского края России. Административный центр и единственный населённый пункт Вознесенского сельсовета.

## История
Село Вознесенское было основано в 1907 году. По данным 1929 года в селе имелось 72 хозяйства и проживало 337 человек (в основном — русские). Функционировали школа, лавка общества потребителей и изба-читальня. Административно село являлось центром Вознесенского сельсовета Абанского района Канского округа Сибирского края.

## География
Село находится в восточной части района, на левом берегу реки Талая (бассейн реки Бирюса), примерно в 62 км (по прямой) к северо-востоку от посёлка Абан, административного центра района. Абсолютная высота — 244 метра над уровнем моря.

## Население
| 1926 | 1989 | 2002 | 2010 | 2012 | 2013 | 2014 |
| ---- | ---- | ---- | ---- | ---- | ---- | ---- |
| 337  | ↗479 | ↘395 | ↘324 | ↘302 | ↘301 | ↘283 |
| 2015 | 2016 | 2017 | 2018 | 2019 | 2020 | 2021 |
| ↘262 | ↗264 | ↗269 | ↘268 | ↘258 | →258 | ↗262 |

Гендерный состав
По данным Всероссийской переписи населения 2010 года 159 мужчин и 165 женщин из 324 чел.
Национальный состав
Согласно результатам переписи 2002 года, в национальной структуре населения русские составляли 99 %.

## Инфраструктура
В селе функционируют основная общеобразовательная школа, детский сад, фельдшерско-акушерский пункт, библиотека и сельсовет.

## Улицы
Уличная сеть села состоит из 3 улиц.